# Eupelmus malabaricus
Eupelmus malabaricus is een vliesvleugelig insect uit de familie Eupelmidae. De wetenschappelijke naam is voor het eerst geldig gepubliceerd in 1998 door Narendran & Anil.